# 하동 경충사 정기룡 유품
하동 경충사 정기룡 유품(河東 景忠祠 鄭起龍 遺品)은 대한민국 경상남도 하동군에 있는, 조선 중기의 무신으로 임진왜란과 정유재란 때 국난을 이겨내는데 큰 공을 세운 매헌 정기룡(1562∼1622) 장군의 유품들이다.
1991년 12월 23일 경상남도의 유형문화재 제286호 정기룡장군유품으로 지정되었다가, 2018년 12월 20일 현재의 명칭으로 변경되었다.

## 개요
조선 중기의 무신으로 임진왜란과 정유재란 때 국난을 이겨내는데 큰 공을 세운 매헌 정기룡(1562∼1622) 장군의 유품들이다.
정기룡 장군은 곤양 정씨의 시조이며, 조선 중기의 무신으로, 원래 이름은 무수였으나 1586년 무과에 급제한 뒤 왕의 뜻을 따라 이름을 기룡으로 고쳤다. 선조 25년(1592) 임진왜란이 일어나자 별장의 벼슬로 거창싸움에서 왜적 500여 명을 격파하고, 곤양의 성을 지키는 장이 되어서는 왜적이 호남으로 진출하는 것을 막았다. 또한 선조 30년(1597) 정유재란이 일어나자 토왜대장이 되어 고령에서 왜군을 대파하고, 적장을 사로잡는 등 큰 전과를 올렸다. 경상남도 통영에서 생을 마친 후에는 상주의 충렬사에 모셔졌고, 시호는 ‘충의’이다.
정기룡 장군의 유품은 진양 정씨 문중에서 소장하고 오다가 1989년 경상남도 하동의 경충사 기념관으로 옮겨 보관, 전시하고 있는데, 그 내용은 교서, 장검, 임금이 벼슬을 내릴 때 발급하는 명령서인 유서 등이다.

## 같이 보기
- 정기룡
- 정기룡 유물 - 보물 제669호

## 참고 문헌
- 하동 경충사 정기룡 유품 - 국가유산청 국가유산포털